# Gonário Cosme de Lacon Gunale
Gonário I ou Gonário Cosme de Lacon-Gunale (f.1038) foi um governante sardo que administrou uma grande parte da ilha sarda, que se dividiria mais tarde nos julgados de Arborea e Logudoro. O seu território compreendia portanto toda a zona oeste da Sardenha.

## Biografia
Filho de Gonário Cosme de Lacon-Gunale, sucedeu-lhe como ju̟íz de Arborea e Logudoro.
Não existe data certa para o nascimento de Gonário, apenas que era sardo de origem, proveniente de Logudoro. Ter-se-á provavelmente tornado no primeiro Juiz de Arborea por volta do ano 1000 e foi ele que defendeu os dois julgados da invasão muçulmana de Mujāhid al-'Āmirī, senhor de Dénia entre 1015 e 1026. Pediu ajuda ao Papa, que solicitou intervenção de alguns nobres genoveses e pisanos. Numa altura em que as Repúblicas marítimas estavam a submergir dos antigos estados feudais da Alta Idade Média, este aux̟ílio foi visto por estas cidades-estado como uma oportunidade de expandir o seu poder e influência. Estes aproveitariam mais tarde esta ajuda para começarem a tomar pequenos territórios na Sardenha, e a iniciar conflitos com os juízes-reis da ilha.
Foi sucedido pelo filho, Torquitório Barisão de Lacon Gunale.